# John Curtis
John Curtis, född den 3 september 1791 i Norwich, död den 6 oktober 1862, var en engelsk entomolog och illustratör. Gravyr lärde han sig av sin fader, Charles Morgan Curtis. Sina kunskaper i gravering kom han att kombinera med sitt intresse för insekter. Via sin vän Simon Wilkin (1790–1862), naturalist och entomolog kom han i kontakt med William Kirby och William Spence, vilket ledde till att hans illustrationer av insekter publicerades i verket An Introduction to Entomology (1815–1826).
1824 påbörjade han det som skulle bli hans storverk, British Entomology - being illustrations and descriptions of the genera of insects found in Great Britain and Ireland, som betraktas som ett av 1800-talets bästa verk på området. Det publicerades månatligen mellan 1824 och 1839. Verket kom att omfatta 16 volymer och 770 insektsarter.

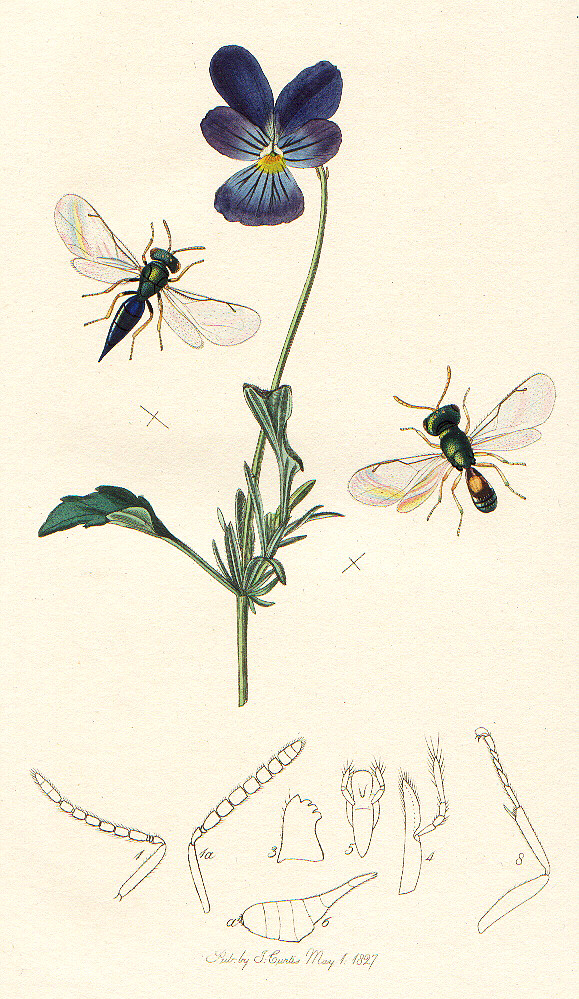
En gravyr från British Entomology.